# أرسلان شاه الغزنوي
أرسلان شاه مجهول تاريخ الميلاد، وتوفي في 1118، وقد حكم الدولة الغزنوية في الفترة من 1115 إلى 1117.
استمر شرزاد فترة قصيرة في الحكم ثم نُحي عن العرش وقتل من قبل أخوه أرسلان شاه. وفي هذه المنازعة على العرش وقتل شرزاد قام أرسلان شاه بقتل بعض إخوته وحبس البعض الأخر، وقد استطاع بهرام شاه فقط النجاة.

الغزنوين وقت إنهيارهم

ثم قام بهرام شاه بإنشاء علاقات جيدة مع سلطان السلاجقة أحمد سنجر، وقد أقنعه بمحاربة أرسلان شاه. وقد دخل أحمد سنجر إلى غزنه في 25 فبراير 1117، وعين بهرام شاه حاكما على الغزنويين، وقام بإنشاء معاهدة معه. وقد نصت تلك المعاهدة على أن تُقرأ الخطبة باسم الخليفة العباسي ومن بعده السلطان محمد بن ملكشاه ومن بعهده أحمد سنجر، ومن بعدهم اسمه. بالإضافة إلى قبوله بإعطائه عطية سنوية. ولم يستطع أرسلان شاه هزيمة أحمد سنجر أثناء تركه لغزنه لمساعدة بهرام شاه له. وقُتل في سبتمبر- أكتوبر 1118.